# Pehr Carlsköld
Pehr Carlsköld, ursprungligen Schyllberg 1 mars 1718 i Uppsala domkyrkoförsamling, Uppsala, död 22 maj 1765 i Stockholm, var en svensk ämbetsman, riksdagsledamot, kansliråd och arkivarie.
Pehr Schyllberg adlades vid 34 års ålder den 29 april 1752 till Pehr Carlsköld och blev samma år herre till Görväln i Järfälla socken, Stockholms län.

## Släktförhållanden
Pehr Carlsköld var son till Petrus Schyllberg (1669–1743) och Margareta Carlsdotter (Greta Schyllberg) (1680–1753) i hennes andra gifte. Modern gifte sig första gången 1798 med handelsmannen Lorentz Hultman i Norrköping. Med honom fick hon sönerna Carl Hultman (1699–1788), adlad Carlsköld och Johan Hultman (1690–1729), adlad Adelswärd, år 1719. Pehr Carlsköld var således halvbror till Carl Carlskiöld och Johan Adelswärd.
Pehr Carlsköld var gift med Virginia Sofia Adlerberg från 1753 till sin död 1765 och fick med henne fyra barn, som uppnådde vuxen ålder.

## Anförvanter som befrämjade karriären
Fadern Petrus Schyllberg var, vid giftermålet med Margareta Carlsdotter i maj 1715, sedan 1709 professor i teologi vid Uppsala universitet och 1735 blev han biskop i Skara. Modern tillhörde en mycket förmögen handelssläkt i Norrköping, hon var dotter till handelsborgmästaren i Norrköping Carl Johansson och Christina Jakobsdotter Spalding. Hon var syster till två framstående bröder, statssekreteraren Carl Carlsson (1686–1737), adlad och friherre Carl von Carlsson, och till kammarherren Johan Carlsson (1698–1761), adlad Johan von Carlsson. Pehr Carlskölds far biskop Petrus Schyllberg avled 1743 och efter hans död flyttade hans mor, änkan, till Stockholm, där sönerna var statstjänstemän i karriären.
Pehr Schyllbergs halvbror Carl von Carlsson blev 1747 krigsråd och landshövding. Den andre halvbrodern Johan Adelswärd dog redan 1729. Hans son, som var jämngammal med Pehr Schyllberg, blev bruksägare och grundare av baroneriet Adelswärd. Så småningom blev han friherre och titulärlandshövding. Uppenbarligen hade Pehr framgångsrika anförvanter, som kunde befrämja hans karriär.

## Karriär
Pehr Schyllberg var född i Uppsala 1718, där hans far Petrus Schyllberg då var teologie professor. 1724, då han var 5 år gammal, började han studera i Uppsala. Därefter studerade han teologi vid Uppsala universitet, där han blev filosofie magister 1740. Han blev dock inte präst, utan tog anställning som tjänsteman vid Kanslikollegiet, det vill säga i regeringens kansli, han blev extra ordinarie kanslist i kanslikollegiets expedition, Kunglig Majestäts kansli. Han befordrades 1744 till tillförordnad kanslist, 1746 kopist i kanslikollegium, 1747 kanslist och 1749 andre pronotarie.
Schyllberg blev 1751 aktuarie och biträdande sekreterare i Riksarkivet. Han adlades 1752 och adopterades på sin halvbror Carl Carlsköld namn och nummer och närvarade vid riksdagarna 1755–1756, 1760–1762 och var därunder bland annat protokollförare 1755–1756 samt elektor och ledamot av kammar-, ekonomi- och kommersdeputationen 1760–1762. Carlsköld erhöll kansliråds titel 1762.

## Carlsköld blev ägare till Görvälns slott

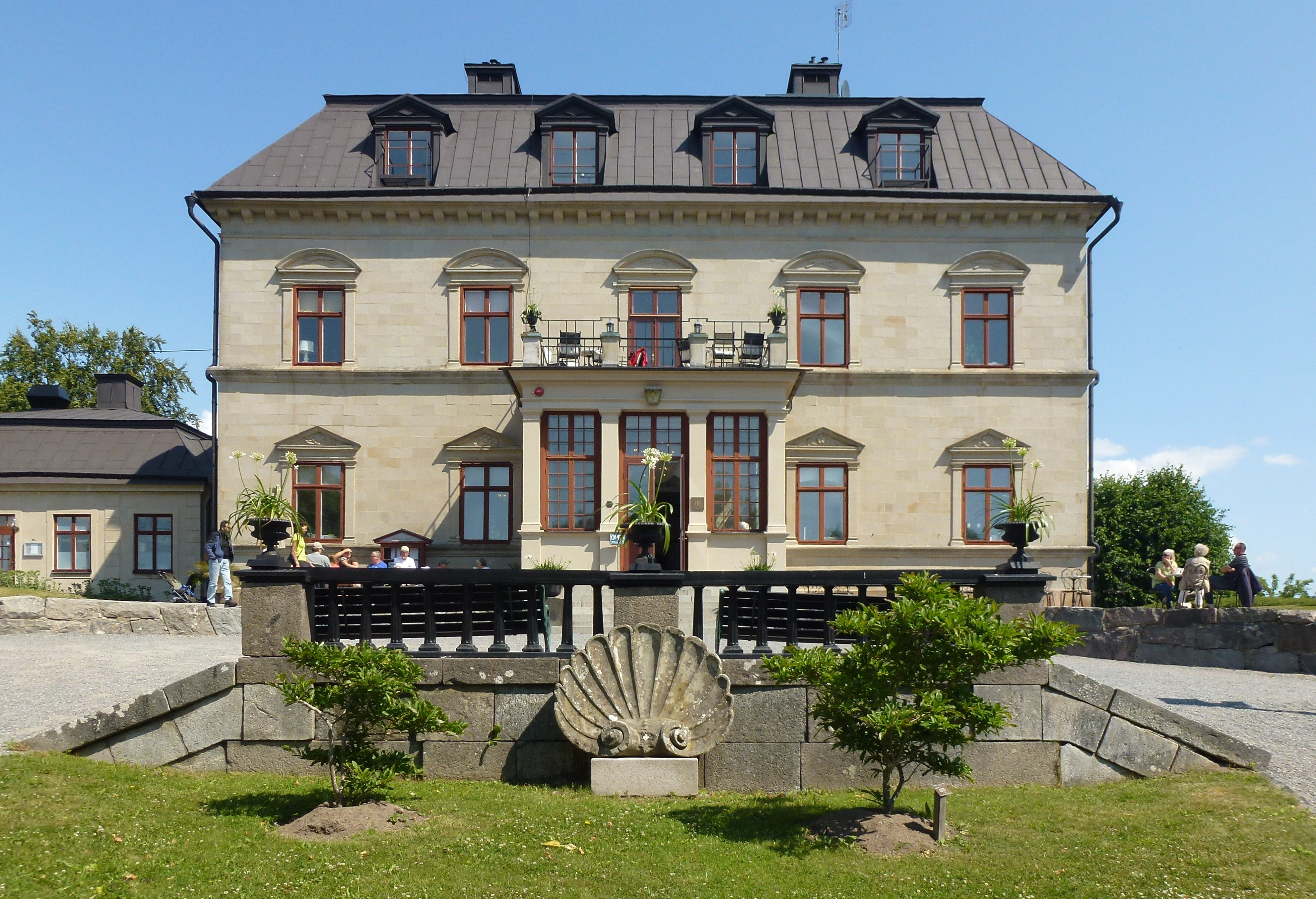
Görvälns slott i Järfälla som det ser ut idag. Fasaderna är klädda med finhuggen, grågul sandsten. Här syns sydvästfasaden. med den stora musslan i sandsten i förgrunden framför gårdsplanens låga terrassmur. Från början kröntes portalen av musslan, daterad 1663 och då buren av två kolonner.

Pehr Carlsköld var ägare till Görvälns slott i Järfälla socken i Sollentuna härad åren 1752–1759.
Pehr Schyllbergs mor, biskopinnan Margareta Carlsdotter (Greta Schyllberg) (1680–1753), köpte Görväln 1750. Hennes son Pehr Schyllberg adlades Carlsköld 1752. Modern stod som formell ägare i två år tills Pehrs adlande möjliggjorde att köpet kunde transporteras på honom samma år, 1752. Modern Greta Schyllberg avled den 2 januari 1753 och samma år, i juli 1753, gifte Pehr Carlsköld sig med Virgina Sofia Adlerberg, dotter till Olof Adlerberg och Anna Sofia Gyllenborg på Säby.
År 1759 sålde Pehr Carlsköld Görväln till grevinnan Eva Bielke (1706–1778), dotter till landshövdingen Carl Gustaf Bielke och sedan 1751 änka efter kanslirådet friherre Johan Gabriel Sack, ägare till Bergshammar herrgård i Strängnäs kommun. I Bergshammarsamlingen i Riksarkivet, i handlingar som rör familjen Sack, finns gårdsräkenskaper i original bevarade i faksimile av Pehr Carlskölds salubrev på Görväln med underlydande till Eva Bielke år 1759. Dessa räkenskaper är mycket noggrant förda och minst lika noggrant reviderade räkenskaper finns för Görvälns tegelbruk.

### Ombyggnad av slottet

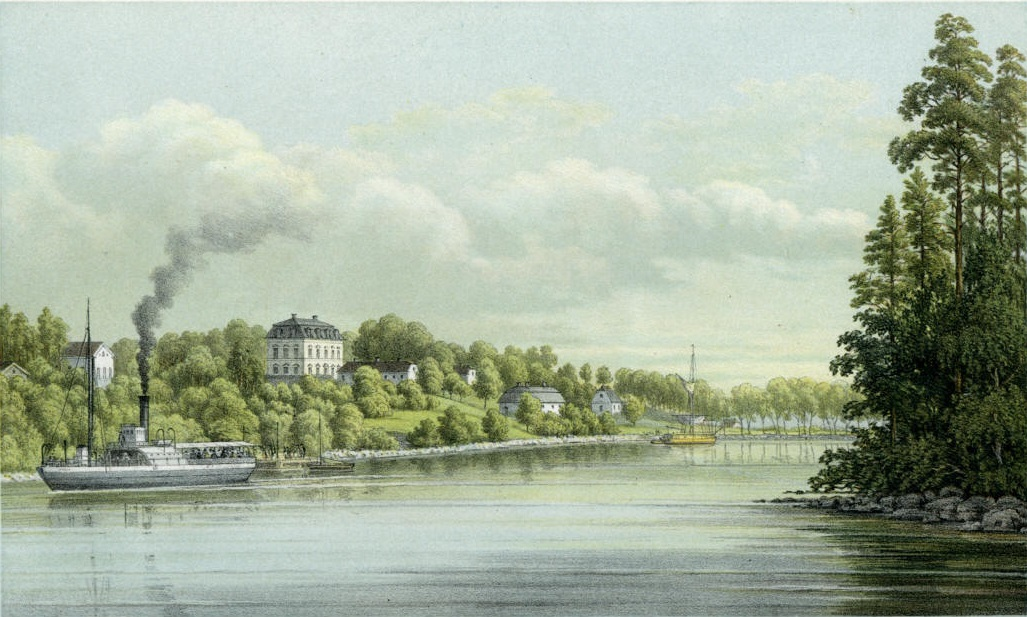
Görvälns slott från sjösidan vid Görvälnsfjärden på 1870-talet. Hela anläggningen vände sig mot sjön med den viktiga segelleden och ångbåtsleden. Färglitografi av Alexander Nay, från verket Uplands Herregårdar, tryckt 1881.

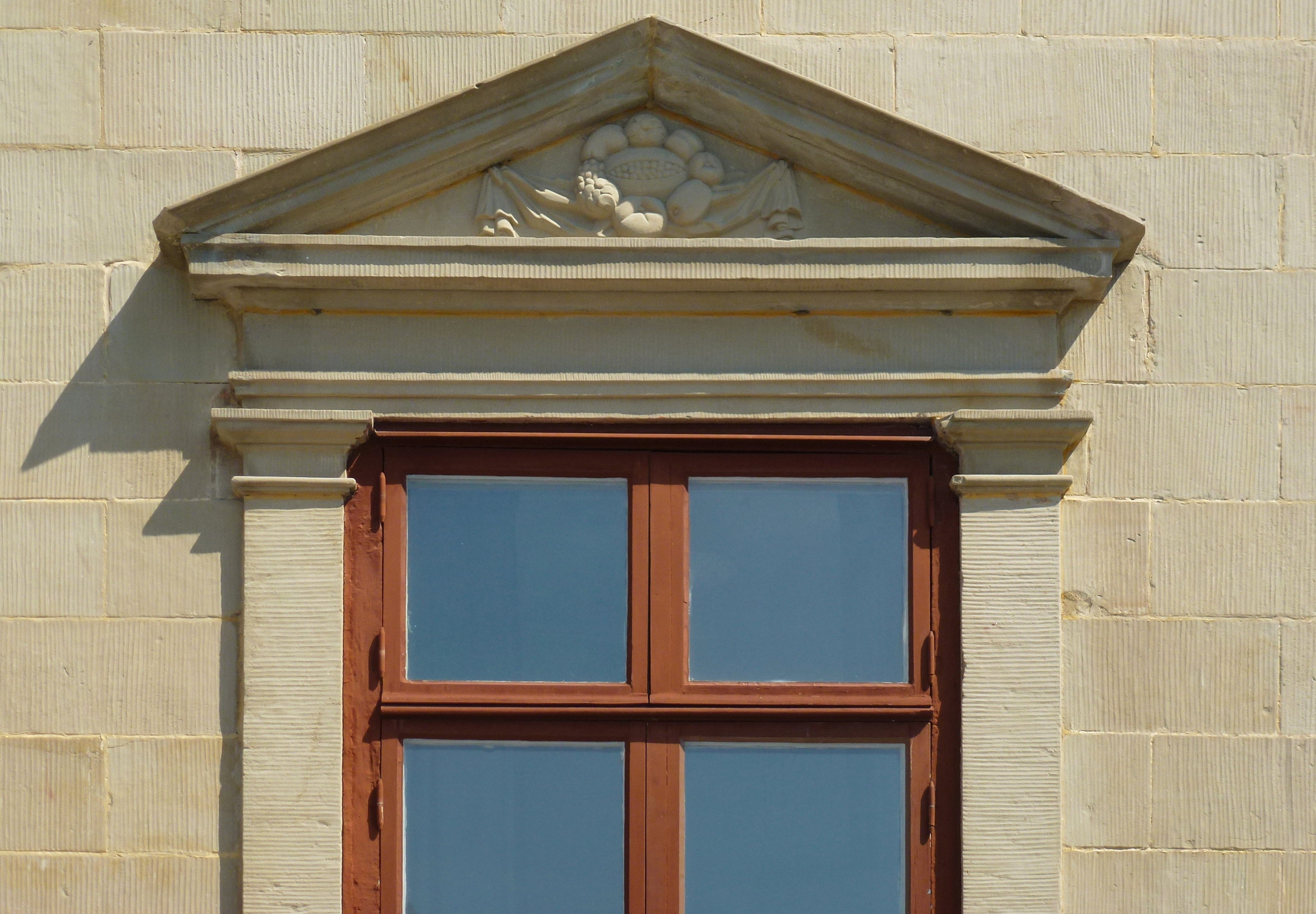
Sydgavelns fönster på Görvälns slott efter Carlskölds ombyggnad, varav några blev blindfönster. Huvudbyggnadens fönster är inramade av sandstenspilastrar och har överstycken med skulpterade blad- och blomornament i ett tympanonfält.

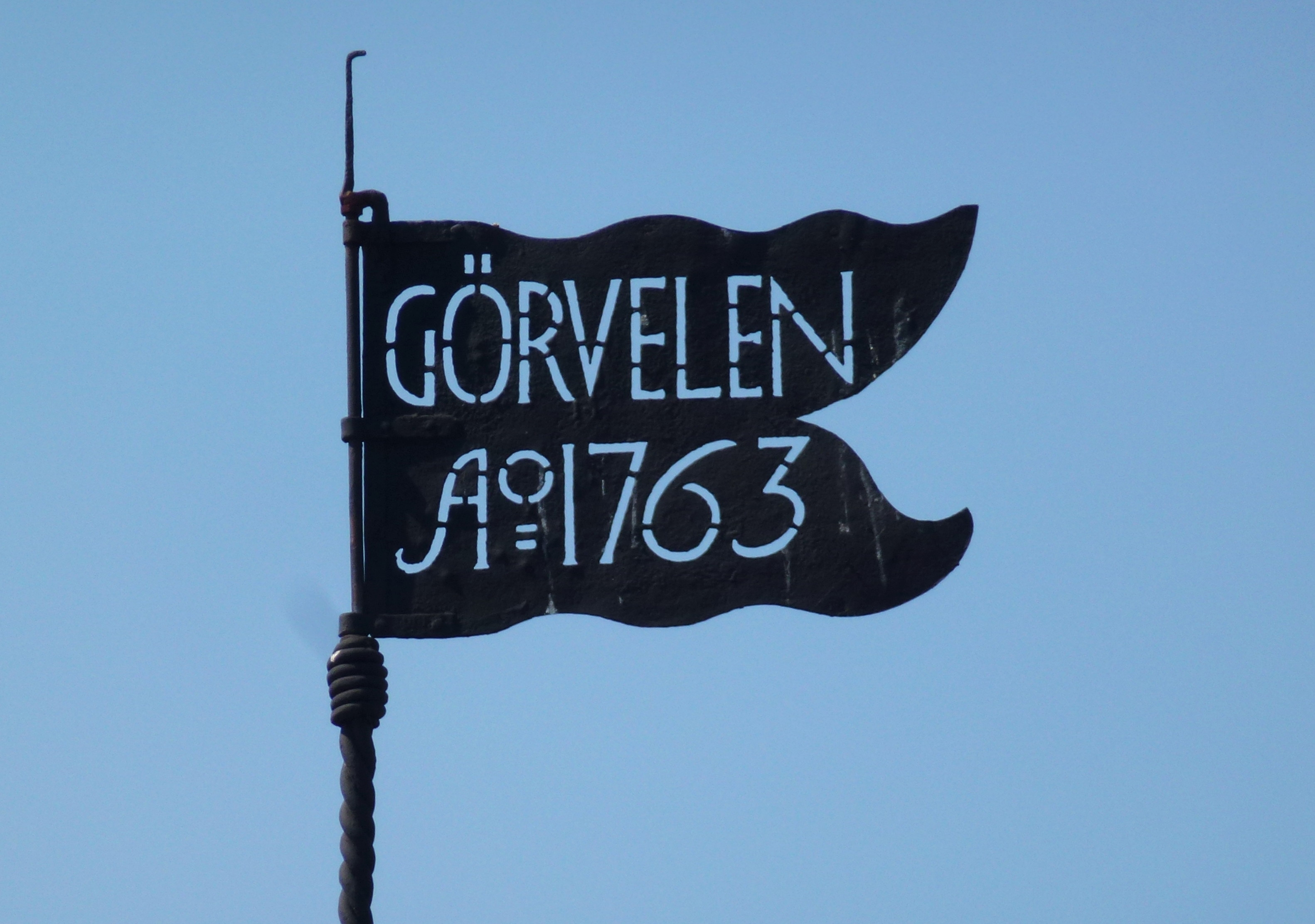
Görvälns slotts vindflöjel, Görvelen Anno 1763, på taket på den norra flygeln, med årtalet 1763. Det var under Eva Bielkes tid som de två svängda paviljongerna blev klara 1763. Då kröntes den ena paviljongen av vindflöjeln, som idag sitter på norra flygeln.

Slottet ligger dominerande på en höjd och drar uppmärksamheten till sig. Herrgårdsanläggningen är orienterad mot vattnet i väster. Trädgården är terrasserad ner mot vattnet vid Mälaren. Carlsköld beslöt att ta bort porten på "baksidan" och att få gårdsanläggningen att hänga samman och harmoniskt vända sig åt sjösidan. Höjdskillnaden mellan det stora huset och gården skulle göras mindre och ges en mjukare övergång än det dittillsvarande stupet. Gården fylldes upp, mest i sin övre del, där den höjdes med bortåt tre meter. Den fick den lutning åt sjön till som den ännu har. Huvudbyggnadens fasader är klädda med finhuggen, grågul sandsten från Gotland. Carlsköld lät bygga om huvudbyggnaden och göra slottets andra våning till den representativa istället för bottenvåningen. Den ursprungliga 1600-talsinredningen gjordes om till modern familjebostad för en fin familj. Byggnaden fick trappuppgång och stor sal i mitten och ungefär lika stora rum i husets fyra hörn. Det innebar att sydgavelns mittfönster fick sättas igen och nya, det vill säga flyttade rumsväggar fick sluta mot blindfönster. På nordsidan klämdes 3 alnar breda smårum in mellan hörnrummen. I bottenvåningen var det kökskammaren och i våningen däröver ett avträde kallat "vrån".
Görvälns slott hade köpts 1751 och det ålderdomliga stora huset byggdes om invändigt till en moden familjebostad. Det var också då som Pehr Schyllberg anlade tegelbruket, Görvälns tegelbruk. Tegel till en ombyggnad var tryggat. Samtidigt lär ritningsarbeten, trädfällning, timmersågning och annat ha satts igång. Det stora stenhuset ombyggdes. Allt inom ytterväggarna byggdes om från grunden. Entrén, tillfart och gårdsplan ändrades också radikalt.

### Lindallé
Carlsköld planterade lindallén som leder upp mot den högt belägna huvudbyggnaden från öster. Allén med lindträden planterades i mitten på 1750-talet mellan flyglarna, på den sträcka som går från Görvälns krog nere vid sjön och upp till huvudbyggnaden. Görvälns krog kallas även Solbacka och är en gulputsad byggnad med brutet tak, som varit inspektorns bostad och som även en tid fungerat som skollokal. Carlsköld planterade inte bara lindallén och parkträden. Han anlade också runt stora huset en "parterr med några och femtio unga fruktträd".

### Salpeterverk
På åkern mellan husen och stora diket anlades drift av ett salpeterverk, salpeteråkern, namnet vittnar fortfarande om var den låg. Salpeterverket bestod av tre lador, "den ena till 24, den andra till 147 alnars längd", det vill säga 88 meter. Carlsköld anlade också två nya torp, varav ett för två hushåll och det andra bostället anlade han för en fiskare och en skeppare. Vidare lät han anlägga två mindre kvarnar. Dessutom lät Carlsköld anlägga ett tegelbruk.

### Tegelbruk

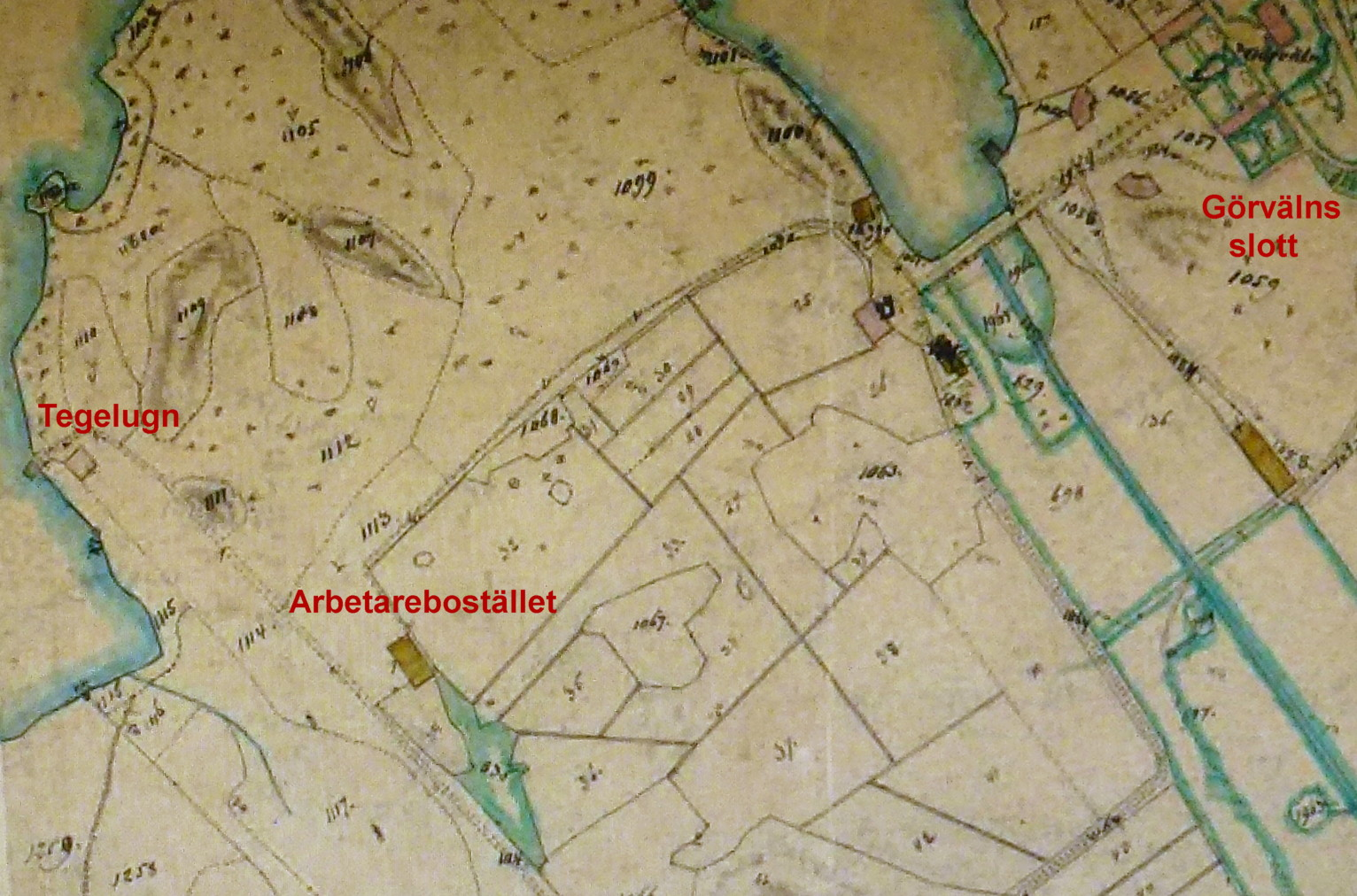
Görvälns tegelbruk på en ägogränskarta från 1866 från Lantmäteriet.

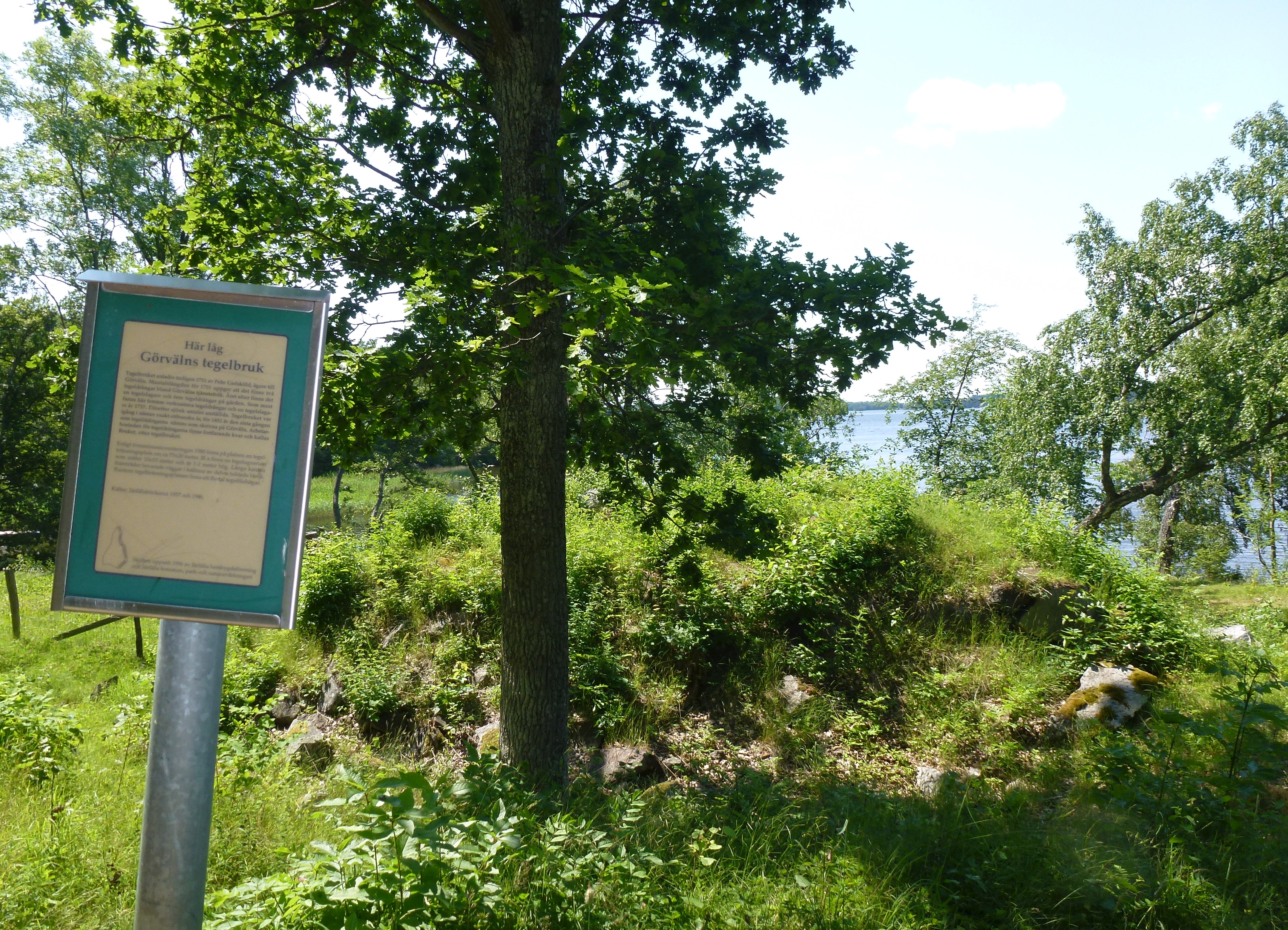
Ruinen vid platsen där Görvälns tegelbruk låg i 100 år, från 1751 till omkring 1852.

År 1751 anlade Pehr Carlsköld ett tegelbruk, Görvälns tegelbruk, och det var i verksamhet i cirka 100 år, åtminstone fram till 1852. Tegelbruket var inrättat för 300.000 tegel per år och ugnen för 86.000 à 90.000 tegel per bränning. Av mantalslängden för Görvälns tegelbruk (eller Bruket) för 1751 framgår att ett tegelbruk finns vid Görväln, eftersom det står två tegeldrängar upptagna bland gårdens tjänstefolk. I husförhörslängden upptas tegelbruket från 1756. Av en överlåtelseskrift, daterad den 21 maj 1752, som biskopinnan Greta Schyllberg vid hösttinget samma år lät lagfara och vari hon transporterade Görväln på sin son, arkivarien i Riksarkivet Pehr Schyllberg, framgår också, att det är denne Pehr Schyllberg som låtit anlägga det "kostsamma" tegelbruket, vilket således kan ha skett tidigast 1750, då hans mor köpte Görväln. Redan i mantalslängden 1752 upptas en tegelslagare samt fem tegeldrängar och för år 1757 är inte mindre än femton tegeldrängar jämte tegelslagaren mantalsskrivna på tegelbruket. Antalet anställda sjunker sedan och är under 1760- och 1770-talen fyra à fem, för att mot århundradets slut bara bli ett par stycken. Tegelbruket uppehålls åtminstone till 1852, varefter det inte finns någon tegelslagare eller några tegeldrängar skrivna vid Görväln. Vid tegelbrukets gamla plats, som ligger cirka 500 m öster om huvudbyggnaden Görvälns slott finns fortfarande ett par byggnader kvar. Den röda träbyggnaden Bruket, som byggdes som bostad för tegeldrängarna och tegelslagaren, används idag som fritids- och serveringslokal.

## Giftermål och familj
Den eftertraktade sociala ställningen krävde en representativ maka. Den utvalda blev en ung flicka, den 18-åriga Virginia Sofia Adlerberg (1735–1790). Hon var dotter till Järfällas storman, kammarherren Olof Adlerberg på Säby och hans andra hustru Anna Sofia Gyllenborg. Även svärmodern Anna Sofia Gyllenborg var ett socialt plus. Pehr Carlsköld var då 35 år. Paret gifte sig den 3 juli 1753.
Den unga Virginia Sofia Adlerbergs föräldrar, Olof Adlerberg och Anna Sofia Gyllenborg, var ägare till gårdarna Jakobsberg och Säby. För dagens järfällabor är den pyramidformade gravkammaren vid Järfälla kyrka känd. Pehr Carlskölds svärföräldrar är begravda i Järfälla kyrka i ett märkligt gravmonument i form av en pyramid vid sydgaveln av kyrkan. Det pyramidformiga gravmonumentet tros vara ritat av arkitekt Jean Eric Rehn och det är uppfört 1762 för Säbys ägare Olof Adlerberg, som vilar i den gravkammare som monumentet innehåller. Byggnadens förebild är Cestiuspyramiden, som byggdes i Rom över en gravkammare år 12 f.Kr.
Ombyggnaden av den nya familjebostaden i Görvälns slott var kanske i stort sett färdig när bröllopet stod i juli 1753. Men man kunde inte flytta in förrän all murning hade torkat. Första barnet, sonen Per föddes därför i Stockholm 1754. Två döttrar, Anna Sofia och Margareta Charlotta, föddes däremot på Görväln 1755 respektive 1758. Yngsta flickan Virginia föddes 1759, men okänt var. Paret fick dessutom två barn, som dog i späd ålder. Att andra flickan föddes på Görväln i mars visar att familjen bodde där året runt även om Pehrs politiska engagemang torde ha krävt en andra bostad i Stockholm.

## Riksdagsman och protokollförare
Från 1755 var Carlsköld riksdagsman och protokollförare och ledamot av olika deputationer. Riksdagsarbetet krävde hans närvaro i Stockholm. Kanske var han också så klen, att resor till Görväln och plikterna där blev för betungande i längden. Redan vid tillträdet 1751 påstod sig Carlsköld att han var sjuklig och snart orkade han inte ens komma upp på sitt tjänsterum. Han utförde bara smärre arbeten för verkets räkning i hemmet. Politik intresserade honom inte så mycket mer. En bidragande orsak därtill var utan tvivel, att han splittrade sina försvagade krafter även på andra uppgifter, vapenboksarbetet och riksdagsmannavärv. År 1761 yttrade han att dessa arbeten "är allt vad min usla hälsa hinner att bestrida". Han beslöt sig för att sälja gården. För det ändamålet upprättade han 1759 en gårdsbeskrivning till ledning för hugade spekulanter.

## Pehr Carlsköld avled 1765
Görvälns gård såldes, som ovan nämnts, i januari 1759 till grevinnan Eva Bielke. Familjen flyttade till Stockholm, där Pehr Carlsköld avled den 22 maj 1765 vid 47 års ålder. Efter att arkivsekreteraren, riksarkivarie Anders Anton von Stiernman på Riksarkivet hade dött den 2 maj 1765 sökte Carlsköld även chefsposten i verket, men bortrycktes själv, innan denna hann återbesättas. Von Stiernman var arkivsekreterare i Riksarkivet, inom Kungliga kansliet/Kanslikollegium, åren 1740–1765. En gravskrift, som författats över Carlsköld, talar särskilt om hans stora begåvning. Någon anledning att betvivla hans lyckliga anlag finns inte heller, och om hans insats inte kom att motsvara hans förutsättningar, var väl skälet främst hans ohälsa Tre år tidigare lyckades han, som en hävdatecknare uttrycker det, med en fast otrolig envishet och trots kanslikollegiets avstyrkande till sist driva det därhän, att han fick titeln kansliråd (1762).

## Änkan gifte om sig
Året efter Pehrs död gifte den 31-åriga änkan Virginia Sofia Adlerberg om sig före den 28 juli 1766 i Stockholm med generallöjtnanten friherre Bernt Fredrik Johan Stackelberg (1733–1801). Hon levde till år 1790, då hon avled vid 55 års ålder den 24 november i Stockholm. Med Stackelberg blev Virginia Sofia mor till ytterligare tre barn, en son född 1767 och två döttrar födda 1771 och 1773. Efter Virginia Sofia Adlerbergs död levde Stackelberg ett tiotal år till och avled i Lovisa i Finland 1801 och begravdes i Borgå.
Av Pehr Carlskölds barn blev sonen Pehr hovman och officer. Han dog dock redan vid 23 års ålder år 1777. Alla tre flickorna blev adligt gifta, den äldsta med en kapten i släkten Adelborg och de två yngre med två bröder i släkten af Forselles.

## Barn
Pehr Carlskölds barn med Virginia Sofia Adlerberg:
- Pehr, född 5 maj 1754 i Stockholm, död 20 juli 1777 på Edeby majorsboställe i Ludgo socken, Södermanlands län, och med honom utgick på svärdssidan den adopterade adlad ätten Carlsköld. Han var stabsadjutant och ryttmästare i armén och löjtnant.
- Anna Sofia, född 2 augusti 1755 på Görväln, Järfälla, död 23 februari 1785 i Lovisa i Finland. Hon blev stiftsjungfru 1758. Gift i Lovisa 22 augusti 1779 med kaptenen Erik Otto Borgh, adlad Adelborg (1741–1787).
- Olof, född och död 1756.
- Margareta Charlotta, född 22 mars 1758 på Görväln, Järfälla, död 14 augusti 1802 i Peippola vid Finska viken i Finland. Gift 18 maj 1780 med krigsrådet Jakob af Forselles (1753–1835), i hans 1:a gifte.
- Virginia Christina Sofia, född 26 april 1759, död 7 oktober 1847 på Strömfors bruk vid Finska viken öster om Helsingfors i Finland. Gift 8 februari 1785 i Lovisa med sin systers svåger, bergsrådet och brukspatronen Henrik Johan af Forselles (1751–1790). Vid makens död 1790 övertog hon det lokala järnbruket i Strömfors och drev det till sin död 1847.
- Ulrika Maria född och död 1760.

## Carlskölds vapenbok
Kopparplåtarna till Carlskölds vapenbok förvaras på Riddarhuset i Stockholm.
Carlskiöld utgav "Svea rikes ridderskaps och adels wapenbok, i kopparstick" (1764; nya upplagor 1781, 1830 och 1872). 1764 gavs en vacker foliovolym ut, den inleds med en dedikation till ridderskapet och adeln i stenstil författad av Pehr Cederskiöld. Efter dedikationen följer ett företal på svenska och franska, det är skrivet av kanslirådet Carl Reinhold Berch (1706–1777). Här redogörs för den svenska adelns uppkomst och utveckling som om förberedelsearbetet för verket.
Vid sidan om sin tjänst vid Kanslikollegium intresserade sig Carlskiöld, då hette han Schyllberg, av en uppgift av en mera vetenskaplig art. Genealogen och assessorn Daniel Gustaf Cedercrona höll på med ett stort verk om adelns vapen. Han behövde hjälp både med arbetet och finansieringen. Schyllberg hade både talang och pengar. Arbetet på en vapenbok över ridderskapet och adeln behagade givetvis adeln. Cedercrona och Schyllberg försökte 1747 att inkassera adelns tacksamhet genom en sinnrik plan, som var gynnsam för båda. Dessutom var planen ekonomiskt fördelaktig för adeln. Uppgiften av detta arbete hade sedan en tid omhändertagits av riddarhusfiskalen, sedermera assessor Cedercrona.
Daniel Gustaf Cedercrona inriktade sig på att söka åstadkomma en förbättrad upplaga av den år 1734–1745 av trycket utgivna vapenboken. Pehr Schyllberg förvärvades till medhjälpare för Cedercrona, som förestod förlaget. 1746 utkom den nya upplagan. I företalet stod att nära 600 vapen förbättrats. Vapenbilderna var utförda i träsnitt i denna upplaga, precis som i den tidigare upplagan. Cedercrona anlitade de kunniga gravörerna Carl Erik Bergquist och kusinen Erik Geringius. När Cedercrona avled 1752 förelåg nästan alla den gamla upplagans planscher i gravyr. Plåtarna och avtryck för hans kreditorers räkning lades i förvar i Riddarhuset. Vid en brand i det närbelägna Rådhuset den 19-20 december 1753 förskingrades och skadades avtrycken delvis. Som medhjälpare till Cedercrona hade Per Skyllberg uppnått den åtrådda förmånen att adopteras på sin halvbrors namn och nummer, Carl Hultman Carlsköld, adliga ätten Cedersköld nr 1890A. Pehr Schyllberg, Cedercronas medhjälpare, tog då helt hand om arbetet med vapenboken. Han lät gravera de nytillkomna ätternas vapen till och med år 1762. Två år därefter, 1764, utgav Cederskiöld, som han nu hette, i sitt namn och på egen bekostnad en vapenbok, där an han använde sig med illustrationsmaterialet som han arbetet med att få fram..
Förutom Erik Geringius’ och Carl Erik Bergquists signaturer visar kopparplåtarna även riksheraldikern Jonas Carl Linnerhielms signatur. Det finns också några osignerade plåtar. Vapenavbildningarna hade utförts i för liten skala, så att blasoneringen inte framträdde tillräckligt tydligt, redan samtiden anmärkte med fog på detta, och i heraldiskt avseende saknas inte skäl till erinringar. Gravörerna presterade vackra plåtar och de var säkert de bästa som fanns att tillgå i landet. Senare omtryck vittnar om att boken också fyllde ett verkligt behov för lång tid framåt. I stort sett får den heraldiska boken anses vara ganska lyckad.
Om Pehr Carlskölds vapen har en auktoritet på området fällt följande omdöme: Utkommen under den långa heraldiska depressionstid, som rådde i samtliga länder utom möjligen Storbritannien, kan denna vapenbok icke desto mindre anses stå i jämnhöjd med de flesta och kanske även de bästa av sina utländska samtida (Lewenhaupt).
Efter Carlskölds död beslöt adeln att av änkan Virginia Sofia Adlerberg inlösa restupplagan av hans vapenbok till ett pris av 10 plåtar per exemplar, priset var förut 25 plåtar, varigenom en boets skuld till riddarhuset på 5.000 plåtar gäldades. Man beslutade även att varje ätt skulle till samma pris inlösa ett exemplar, en anordning som emellertid väckte rätt allmän missbelåtenhet, i synnerhet som många exemplar var tryckta på alltför tunt papper.